# Le Pitaud
Le Pitaud est un roman de Pierre Galoni publié en 1995.

## Résumé
En 1918, Pierre, cinq ans, pupille (pitaud), est placé chez les Quercy, paysans à Mairey, en pays chouan (rouge) avec une vêture par an et cent francs par trimestre. Ils ont déjà Mélie, vingt ans, embauchée à ses treize ans, qui lui apprend la ferme et l'aide bientôt dans ses devoirs. Mme Quercy meurt en 23 et le monsieur de l'Assistance le confie aux Freiquin, paysans à Sanluc (50 km), en pays chrétien (bleu). À la suite des confidences de Pierre, son nouvel instituteur, Paul, va voir Mélie, à qui Quercy a donné tous ses biens, à vélo, et va travailler à sa ferme tous les dimanches. À l'âge de douze ans Pierre va au catéchisme. En 1924, le curé fait venir Mélie que Pierre a choisi comme marraine (et Paul, parrain). Il a son certificat. Paul épouse Mélie. Pierre étudie à l'ENS de Saint-Cloud et est professeur de l'EN en 1934. Paul meurt et Pierre reste avec Mélie.